# In Real Time: Live '87
In Real Time: Live '87 è un album dei Fairport Convention, pubblicato nel 1987 dalla Island Records. Malgrado il titolo lo indichi come un album live, fu in realtà registrato al The Mill Studio di Farnham Royal, in Inghilterra. Le incisioni sono avvenute con i musicisti che si sono esibiti insieme, come avviene nei concerti, anziché separatamente come spesso avviene negli album in studio. Gli applausi del pubblico sono stati registrati in un'altra occasione e aggiunti in un secondo momento.

## Tracce
1. Reynard The Fox – 3:06
2. Widow of Westmorland's Daughter – 4:52
3. Hiring Fair – 6:50
4. Crazy Man Michael – 4:58
5. Close To The Wind – 6:30
6. Swirling Pit – 2:20
7. Matty Groves – 5:11
8. Rutland Reel/Sack The Juggler – 3:21
9. Meet On The Ledge – 6:43

## Formazione
- Simon Nicol - voce, chitarre elettrica e acustica
- Ric Sanders - violino e tastiere
- Maartin Allcock - voce, chitarre elettrica e acustica, bouzouki e basso
- Dave Pegg - basso, mandolino, batteria e voce
- Dave Mattacks - batteria e tastiere